# Nachtportier
Der Nachtportier ist ein Mitarbeiter in einem Hotel oder Gastronomiebetrieb, der die in den Nachtstunden anfallenden Empfangsaufgaben erledigt und sich um ankommende Gäste kümmert. In der Regel findet sich dieses Berufsfeld in Hotels mit vier Sternen und aufwärts. Zu den in der Nacht in der Regel zwischen 22:00 Uhr und 06:00 Uhr zu verrichtenden Aufgaben gehören:
- Entgegennahme und Kontrolle der Kellnerabrechnungen
- Ansprechpartner und Führungskraft für Mitarbeiter (somit Schichtleitung)
- Ansprechpartner für Gäste und Vertretung der Direktion in den Nachtstunden
- Besetzung der Rezeption (Check-In/Check-Out)
- Entgegennahme aller Telefonate (bei Tätigkeiten im Außenbereich mittels Weiterschaltung aufs Handy)
- Anschriften und Informationen von Gästen (laut Meldegesetz) in das System eingeben
- Überwachung aller sicherheitsrelevanten Bereiche und Einrichtungen
- Durchführung regelmäßiger Kontrollgänge im gesamten Areal des Hotels
- Übermittler aller wichtigen Informationen des Vortags an die Frühschicht
- Erstellung des Tagesabschlusses (Sammlung aller buchhalterischen Daten eines Tages)
- in manchen Hotels auch die Vorbereitung des Frühstücks sowie hauswirtschaftliche Tätigkeiten

Der Nachtportier muss seine verschiedenen Aufgaben flexibel einteilen und nach täglich wechselnden Prioritäten beurteilen.
Eine Berufsausbildung in der Hotellerie ist keine zwingende Voraussetzung für die Tätigkeit als Nachtportier, wird aber gern gesehen. Bewerber mit einer Fachausbildung in einem der möglichen Bereiche des Hotelgewerbes werden daher bevorzugt behandelt. Buchhalterische Fähigkeiten und Vorkenntnisse sind von Vorteil.
Voraussetzungen, die ein Nachtportier haben sollte, sind
- Organisationstalent (auch in schwierigen und brisanten Situationen)
- höfliches Auftreten und ein gepflegtes Äußeres
- Fremdsprachenkenntnisse (zumindest Englisch)
- Zuverlässigkeit und Loyalität
- Diskretion und Verschwiegenheit
- Selbständigkeit
- Computerkenntnisse (Excel, Word etc.)
- Geschulter Umgang mit Menschen